# Dragan Kosić
Dragan Kosić (* 1955) je bývalý jugoslávský zápasník–judista srbské národnosti.

## Sportovní kariéra
Připravoval se v Bělehradě pod vedením Vuka Rašoviće. V jugoslávské reprezentaci se pohyboval od druhé poloviny sedmdesátých let. Na mezinárodní scéně se prosazoval krátce v období, kdy shazoval váhu do pololehké váhy do 65 kg. V lehké váze do 71 kg neměl dostatečnou výkonnost. Sportovní kariéru ukončil bez olympijské účasti v polovině osmdesátých let. Jeho další osud není veřejně znám. Počátkem dvacátéhoprvního století byl zmiňován v srbských novinách s vyplácením renty za dřívější sportovní úspěchy.